# Сливинський Олександр Володимирович
Олекса́ндр Володи́мирович Сливи́нський (справжнє прізвище при народженні Сли́ва) (29 серпня 1886, Білошапки, Пирятинський повіт, Полтавська губернія — 21 грудня 1956, Монреаль, Канада) — український військовий діяч, полковник генерального штабу Армії УНР.

## Життєпис
Закінчив Петровський Полтавський кадетський корпус 1905 року (в списках випускників вказаний ще під прізвищем Слива, а в «Материалах…» за 1916 р. як Сливинський) в чині віце-унтер-офіцера, 1908 — Миколаївське інженерне училище в чині фельдфебеля, із занесенням імені на мармурову дошку пошани. Офіцерську службу почав підпоручиком (зі ст.15.06.1908) в 5-му понтонному батальйоні. В 1914 закінчив Миколаївську академію Генерального штабу 2-го класу по 1-му розряду. 24 березня 1910 р. підвищений в званні до поручика, з 24 березня 1914- штабс-капітан, 22 березня 1915 отримав звання капітана (зі ст.10.04.1914).
Під час Першої світової війни начальник штабу російської дивізії, перебував на Румунському фронті, старший ад'ютант штабу 3-ї кінної дивізії (1915), штабу 39-го армійського корпусу (1916), штаб-офіцер штабу головнокомандувача Румунського фронту (1917), підполковник (1917). Пізніше начальник штабу корпусу кінноти. Нагороджений Золотою Георгіївською зброєю (10.11.1915 за бій 10.12.1914), кавалер ордена Святого Георгія IV ст.(20.12.1915 за бій 15-29.04.1915) та ордена Святого Станіслава III ст. (08.05.1914).
- Орієнтовно 1915.
- Сливинський на військовому параді Української Держави. Київ, 1918.

Після утворення Української Центральної Ради, брав безпосередню участь в українізації російських частин фронту. Делегат І і II Всеукраїнських військових з'їздів. У червні 1917 увійшов до складу Українського генерального військового комітету. За Центральної Ради й гетьмана — начальник українського генерального штабу. 9 лютого 1918 на пропозицію виконувача обов'язків військового міністра Олександра Жуковського Рада народних міністрів призначила полковника Сливинського головнокомандувачем військ УНР. Однак через інтриги він скоро зрезиґнував з посади. 

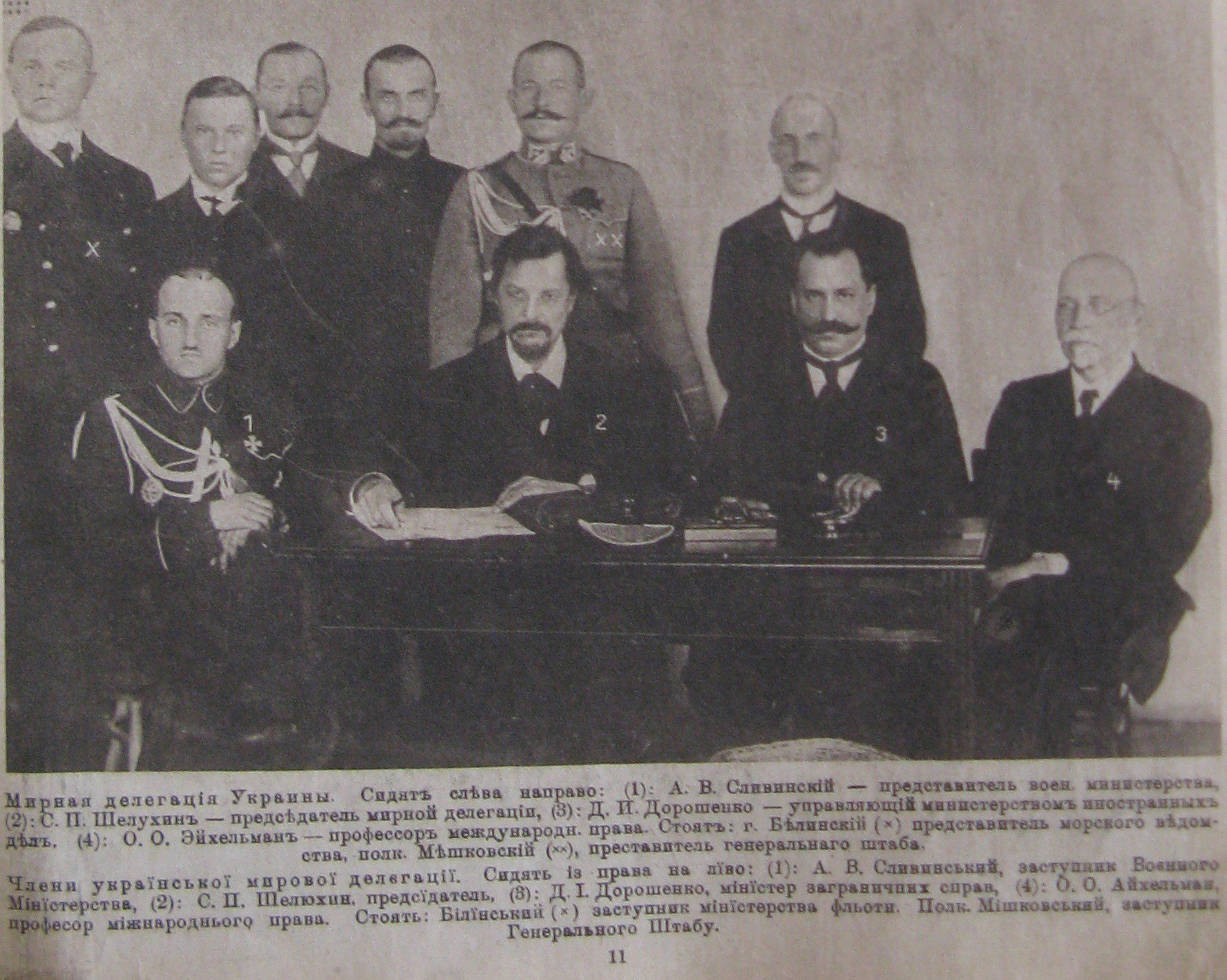
Члени делегації Української Держави на переговорах з РРФСР 1918 року. Сидять зліва направо: Олександр Сливинський, Сергій Шелухін, Дмитро Дорошенко, Отто Ейхельман, стоять : 1-й зліва Михайло Білинський, 5-й зліва Євген Мишковський

Навесні 1918 розробив план створення восьмикорпусної української армії на базі розташованих в Україні Південно-Західного та Румунського фронтів російської армії; з 26-го армійського корпусу постав Полтавський. За цією схемою піший полк мав складатися з 3-х піших куренів, 1 гарматної батерії, 1 розвідчої та 1 зв'язкової чоти, 1 саперної чоти, 1 санітарної чоти, 1 полкової обозної валки і полкової оркестри. Піший курень мав мати 3 піші та одну кулеметну сотню. Піша сотня мала складатися з 3-х піших чот по 3 піші рої, кулеметна сотня, з 3-ох кулеметних чот по 2 важких і 4 легких кулемети.
З 3 по 8 травня 1918 — виконувач обов'язків міністра Збройних сил Української держави.
Залучив до роботи досвідчених генералів Миколу Юнакова, Сергія Дельвіга, Володимира Сальського, Всеволода Петріва, Миколу Какуріна. За Директорії, 19 лютого 1918 року склав повноваження в зв'язку з хворобою, в грудні 1918 виїхав до Одеси. Учасник Білого руху в складі ЗСПР, перебував в резерві чинів. В грудні 1918 — березні 1919 року був евакуйований з Севастополя на судні «Великий князь Александр Михайлович».
З 1920 в еміграції в Югославії, працював інженером-будівельником. В 1921 році видав книжку «Конный бой 10-й кавалерийской дивизии генерала графа Келлера 8/21 августа 1914 г. у д. Ярославице». В 1925 переїхав в Німеччину, в 1951 — в Канаду, де й помер.
Був одружений з Марією Андріївною Вишневською, мав сина.